# Atheta incognita
Atheta incognita är en skalbaggsart som först beskrevs av Sharp 1869.  Atheta incognita ingår i släktet Atheta, och familjen kortvingar. Arten är reproducerande i Sverige.